# Gmina zbiorowa Geestequelle
Gmina zbiorowa Geestequelle (niem. Samtgemeinde Geestequelle) – gmina zbiorowa położona w niemieckim kraju związkowym Dolna Saksonia, w Rotenburg (Wümme). Siedziba administracji gminy zbiorowej znajduje się w miejscowości Oerel.

## Podział administracyjny
Do gminy zbiorowej Geestequelle należy pięć gmin:
1. Alfstedt
2. Basdahl
3. Ebersdorf
4. Hipstedt
5. Oerel